# Ioanna Andreesco
Ioana Andreescu est une écrivaine, anthropologue, prosatrice et éthologue, née en 1934 à Stoina en Royaume de Roumanie.  

## Biographie
Ioana Andreescu nait en 1934 à Stoina en Royaume de Roumanie. 
En 1958, elle étudie à l'Université de Bucarest où elle obtient un diplôme en philologie roumaine. Elle étudie la sociologie à la Sorbonne et obtient un doctorat en anthropologie sociale à École des hautes études en sciences sociales (EHESS) de Paris en 1980,. 
Rédactrice aux éditions d’État pour la littérature à Bucarest de 1958 à 1972, elle effectue ses premiers pas littéraires avec Soare sec (Soleil aride) en 1968. Depuis 1981, Ioana Andreescu est rédactrice aux Cahiers de littérature orale et publie chez Payot et La Table Ronde. Elle obtient en 1984 le Prix de la Société des Gens de Lettres (SGDL) pour son ouvrage Discours sentimental,,. Elle participe au volume 9 de The Encyclopedia of Religion, publiée en 1988, en collaboration avec Mircéa Eliade et également à la création de Rites de passage, qui est un film sur Arte datant de 1993-1994,. 
Elle s'installe en France à partir de 1972. 